# Rosa Arvonen
Rosa Margareta Arvonen-Kühn, född 1890 i Jakobstad, död okänt år, var en finländsk sångerska (sopran).
Arvonen var dotter till ett prästpar. Hon studerade sång under Abraham Ojanperä och gav en av sina första konserter på gamla studenthuset i Helsingfors den 20 mars 1915. Närvarande var Ojanperä och dennes andra elev Beatrice Hallén. Båda sångerskorna fick för sina insatser goda recensioner i pressen. Arvonen sjöng även vid moderns begravning i april 1915.
1929 gjorde Arvonen fyra skivinspelningar tillsammans med Martti Similä för skivbolaget Homocord i Helsingfors. På 1920-talet gifte sig Arvonen med en tysk konsthandlare vid namn Kühn och makarna flyttade sedermera till Tyskland. Arvonen fortsatte där sin musikaliska verksamhet och gav 1926 en solokonsert i Berlin under artistnamnet Telma Lorenzo.

## Skivinspelningar

### 1929
- Jouluyö (Stilla natt)
- Sunnuntaiaamuna
- Soipa kieli
- Joulujuhla (Oi sä riemuisa)